# Dicranomyia approximata
Dicranomyia approximata är en tvåvingeart som beskrevs av Enrico Adelelmo Brunetti 1912. Dicranomyia approximata ingår i släktet Dicranomyia och familjen småharkrankar. Inga underarter finns listade i Catalogue of Life.